# غريغ ماس
غريغ ماس (بالإنجليزية: Greg Maas)‏ هو لاعب كرة قدم ومدرب كرة قدم أمريكي في مركز حراسة المرمى، ولد في 19 يناير 1966 في بورتلاند في الولايات المتحدة. لعب مع بورتلاند تِمبرز ‏.